# Авторадио (Беларусь)
«Авторадио» (бел. Аўтарадыё) была первой независимой радиостанцией в суверенной Белоруссии. «Авторадио» стало первой радиостанцией, начавшей вещание после распада СССР. Вещание велось из Минска на частоте 105,1 МГц с 7 августа 1992 года по 12 января 2011 года. На текущий момент вещается на следующих FM частотах: Минск – 98.0 FM, Гомель – 89.7 FM, Полоцк – 88.2 FM, Слоним – 92.7 FM.

## История
С начала 1990-х годов до 1 января 1995 года «Авторадио» вещало на частоте 67,7 УКВ OIRT. Вещание «Авторадио» в УКВ-диапазоне обуславливалось единственной на тот момент доступностью данного частотного ресурса как для вещателей, так и для пользователей. В 1995 году радиостанцию закрыли. Возвращение в эфир заняло 4 года. В 2001 году была запущено параллельное вещание и на FM-частоте 105,1 МГц.
Радиостанция ротировала белорусскую музыку, в частности такие группы, как «N.R.M.», «Крамбамбуля», «Ляпис Трубецкой» и «Neuro Dubel», а также лидеров хит-парадов «Tuzin.fm». Известными ведущими передач на радиостанции были Олег Хоменко, Дмитрий Войтюшкевич, Маша Яр и другие.
В сентябре 2009 года Министерство информации Республики Беларусь вынесло официальное предупреждение «Авторадио» за вещание совместной с Европейским радио для Беларуси передачи «EuroZoom».

### Прекращение деятельности
В 12:40 12 января 2011 года лицензия «Авторадио» на вещание была аннулирована и радиостанция закрылась. Республиканская комиссия по теле- и радиовещанию под руководством Олега Пролесковского аннулировала лицензию «Авторадио» за то, что радиостанция пустила в эфир агитационную рекламу кандидатов Андрея Санникова и Владимира Некляева, которые выступали против Александра Лукашенко на президентских выборах 2010 года в Белоруссии.
Журналист Павлюк Быковский констатировал, что «Авторадио» было лишено частот якобы за пропаганду экстремизма, хотя предвыборная реклама согласовывалась с Центральной избирательной комиссией. Суд первой инстанции поддержал позицию «Авторадио», но позже дело было пересмотрено. По результатам пересмотра Дмитрий Александров, судья Высшего хозяйственного суда, вынесший решение о закрытии радиостанции, стал субъектом запрета на поездки и замораживания активов Европейским союзом как часть списка белорусских чиновников, ответственных за политические репрессии, подтасовку результатов голосования и пропаганду.
Освободившаяся ввиду лишения лицензии частота «Авторадио» 105,1 FM была отдана радио «Сталіца», и государственная радиостанция начала на ней вещание 15 апреля 2012 года.
Основатель и главный редактор «Авторадио» Юрий Базан скончался 24 сентября 2016 года.

## Оценки
Музыкальный критик Дмитрий Подберезский называл радиостанцию наиболее любимой среди белорусских FM-станций.

## В культуре
В 2011 году группа «N.R.M.» презентовала новую песню «бел. Аўтарадыё» в поддержку закрытой радиостанции.